# Monsieur, vous êtes veuve
Pour plus de détails, voir Fiche technique et Distribution.
Monsieur, vous êtes veuve (Pane, vy jste vdova! ) est une comédie de science-fiction tchécoslovaque écrite et réalisée par Václav Vorlíček et sortie en 1971. 

## Fiche technique
- Titre original : Pane, vy jste vdova!
- Titre français : Monsieur, vous êtes veuve
- Réalisation : Václav Vorlíček
- Scénario : Václav Vorlíček, Miloš Macourek
- Photographie : Václav Hanus
- Montage : Miroslav Hájek
- Musique : Svatopluk Havelka
- Pays d'origine : Tchécoslovaquie
- Langue originale : tchèque
- Format : couleur
- Genre : comédie et science-fiction
- Durée : 97 minutes
- Dates de sortie :
  - Tchécoslovaquie : 15 janvier 1971

## Distribution

L'actrice Olga Schoberová.